# Хшчанка-Фольварк
Хшчанка-Фольварк (пол. Chrzczanka-Folwark) — село в Польщі, у гміні Длуґосьодло Вишковського повіту Мазовецького воєводства.
Населення — 179 осіб (2011).
У 1975-1998 роках село належало до Остроленцького воєводства.

## Демографія
Демографічна структура станом на 31 березня 2011 року:
|          | Загалом | Допрацездатний вік | Працездатний вік | Постпрацездатний вік |
| -------- | ------- | ------------------ | ---------------- | -------------------- |
| Чоловіки | 90      | 14                 | 58               | 18                   |
| Жінки    | 89      | 18                 | 46               | 25                   |
| Разом    | 179     | 32                 | 104              | 43                   |